# Яркендское ханство
Могульское ханство (чагат. مغول خانلقي‎) или Могульский улус (позднее в исторической науке известно как Яркендское ханство, Кашгарское ханство или Саидия) — феодальное независимое государство, существовавшие на территории исторических регионов Кашгарии, Уйгуристана и Могулистана с 1514 по 1680 год, и с 1680 по 1696 в качестве вассала Джунгарского ханства. В эпоху расцвета охватывало также прежние территории Джунгарии, Семиречья, Ферганской долины, Иссык-Куля, а также Бадахшан, Кашмир, и северные районы Тибета.
В 1694 году Акбаш-хан утвердился на троне Могульского ханства с помощью яркендских и турфанских беков, однако уже в 1696 году он потерпел поражение в борьбе с кыргызами и кашгарскими беками под командованием Арзу-Мухаммед-бека в сражении под Янгихисаром. Согласно сведениям из "Хидаят-наме" и "Анис ат-талибин" Шах Махмуда Чураса после последнего сражения Акбаш-хан был взят в плен и убит, однако в "Тарих-и Кашгар" лишь говорится о том что он был взят в плен, а по мнению Мухаммада Садыка Кашгари Акбаш-хан был вынужден бежать в Индию, после чего в Яркенд прибыл черногорский ходжа Даньял. После этих событий потомки Туглук-Тимура всё ещё сидели на троне правления в Кумульском ханстве до 1930 года, а политическую власть в Яркенде и Кашгаре сохраняли белогорские и черногорские ходжы, будучи вассалами джунгар вплоть до 1759 года, когда Кашгария была включена в состав Империи Цин.

## Название государства

#### Использование термина «Могулия»
Впервые идея о существовании «Могулии» была предложена советским историком В. П. Юдином в 1962 году, согласно его теории исторический регион, известный в средневековых центральноазиатских источниках под названием «Манглай-Субе», являлся по сути отдельным от Могулистана государством, которое он «по не совсем ясным причинам» предпочитал определять под латинизированным топонимом «Могулия». Юдин включал в состав государства Могулия территории городов Кашгарии и Уйгуристана (Турфан, Комул и Чалыш). Под «Могулистаном» собственно понимались обширные границы, лежащие в пределах от Сырдарьи, Сары-су, Балхаша и Иртыша до южной линии Тянь-Шаньских гор. Юдин утверждал, что название «Могулия» содержалось во многих уйгурских источниках, таких как «Хроника» Шах Махмуда Чураса. Советский историк О. Ф. Акимушкин также поддерживал теорию Юдина о нетождественности терминов «Могулия» и «Могулистан», однако О.Караев считал, что эта точка зрения «не совсем верна»:
С самого начала образования государства Могулистана Кашгария была удельным владением дуглатских эмиров. Но в военно-политическом отношении они были едины, так как должности улусбеги Могулистана выполняли дуглатские эмиры...
Казахстанский востоковед Т. И. Султанов также ставит под сомнение мнение В. П. Юдина, отмечая, что города Манглай-Субе не только составляли часть Могулистана, но и являлись его административно-политическим центром с самого возникновения этого ханства.
Как отмечали А.Джалилов и Я.Шинмен, название «Могулия» является ещё одним термином для региона Могулистана — восточной части Чагатайского улуса, территория которого простиралась от Ташкента до Баркуля, включая в свой состав регион Восточного Туркестана от Кашгара до Люкчуна, а также земли современного Кыргызстана и Семиречья Казахстана.

#### Использование термина «Могулистан»
В «Тарих-и Хамиди» — историческом труде, написанном уйгурским историком Муллой Муса Сайрами в 1908 году, название данного региона было описано как «Moghulistan Yurti yaki Yette Sheher» (уйг. موغۇلىستان يۇرتى ياكى يەتتە شەھەر), что переводится как Страна Могулистан, или Семигородье.
Такое же название для своей родины использовал и другой уйгурский историк — Мухаммад Садик Кашгари, который отмечал, что город Яркенд является столицей Могулистана.
Автор одного из уйгурских переводов «Тарихи Рашиди» (XIV век) Мухаммад Нияз в своём предисловии к данной работе также называет Яркенд «край, принадлежащий к области Могулистан».
Мирза Шах-Махмуд Чурас в своём труде «Анис ат-талибин», приводя жизнеописание суфийского шейха Исхак Ходжи во время его странствования по городам Кашгарии во времена правления Мухаммад-хана (1591—1610), пишет далее:
В [стране] Чира (область близ города Хотан) есть селение под названием Кук-Гунбад. Мухаммад-хан [послал туда человека и] просил его высокостепенство благочестивого [Ходжу Исхака] пожаловать в Аксу. Его святейшество благочестивый [Ходжа Исхак] в добрый час с божьим благословением оставил одно свое рубище и одну головную повязку в своем ханаке в Чира.

Все жители Моголистана, испрашивая благословения, делают обход [вокруг этой обители].
А. Н. Кононов и В. П. Юдин также указывали, что поскольку язык могулов был тюркским, то по фонетическим соображениям следует употреблять термин — «Могулистан» вместо «Моголистан».

#### Использование термина «Уйгуристан»
Историк из Балха середины XVII века Махмуд ибн Вали использовал термин «Уйгуристан» для обозначения всего чагатаидского Яркендского ханства. Спустя полтора века, коренной житель из Кашгара, живущий в изгнании в Самарканде, также использовал название «Уйгуристан» для всей территории государства Мамләкәт-и-Моголийе. Ещё несколько выходцев из тех краев сделали похожие заявления: иранский дипломат Риза Кули-хан, находящийся в Хиве в начале XIX века, также писал в своих путевых заметках, что «Кашгар известен как край шести городов в стране уйгуров Туркестана, и этот город является столицей этого региона».
Денисон Росс, опираясь на описания Абульгази, также называл территорию (а также и чагатаидский удел) находящуюся к востоку от города Аксу и до Комула, «Уйгуристаном». Границы этого региона также совпадали с пределами уйгурского государства Кочо.

#### Другие названия
Корейский историк Ким Ходон в своих работах называл данное государство «Могульским ханством» и считал, что оно существовало в период с 1347 по 1680 год, такого же мнения придерживаются американский историк Джеймс Милуорд и швейцарский исследователь Кристофер Баумер.
Т. И. Султанов также отмечал, что в среднеазиатских источниках были распространены такие названия, как «Улус моголов», «Улус джете», «Страна Джете», но чаше всего — «Могулистан» и «Мамлакат-и Могулистан».
В китайских исторических хрониках Могульское ханство было известно под названием «Бешбалык».

## История

### Ранняя история
Было образовано в результате отделения от Могулистана в 1514 году, основателем государства был Султан-Саид-хан. В 1514 году Султан-Саид-хан — третий сын Султана Ахмед-хана, внук Юнус-хана — с небольшими силами завладел престолом, и в Яркендском ханстве было положено начало новой династии Саидов-потомков Туглук-Тимура. Это объясняется тем, что с переходом власти от дуглатского племени к потомкам Туглук-Тимура государственный строй в Восточном Туркестане остался неизменным, сохраняя независимость от Могулистана. Его власть также признал родной дядя Мансур-хан, хан Моголистана,стоявшего к тому времени из восточных частей государства (Турфан, Кумул, Чалыш). Начиная с царствования Саид-хана, основателя Яркендского ханства, и продолжателей его дела Абдурашид-хана и
Абдукарим-хана, то есть с 1514 по 1593 год страна не знала больших войн и занималась мирным строительством. Оно было типичным государством со всеми присущими ему атрибутами и институтами, весьма походившими на государство Шейбанидов и Аштарханидов в Средней Азии. В начале в состав Яркендского ханства входили такие города, как Кашгар, Янгисар, Яркенд, Хотан, Аксу и Уч. После заключения перемирия с Мансур-ханом (1516 г.) к Яркенду присоединилась и восточная область страны — Бай, Кусан (Кучар), Чалыш (Карашахар), Турфан и Кумул вплоть до Чжайгуаня (Великой Китайской стены). В 1529 году Саид напал на Бадахшан, а в 1531 году вторгся в Ладакх. Во время похода на Тибет Саид заболел горной болезнью и умер в июле 1533 года на обратном пути.
Султан-Саид-хана сменил Абдурашид-хан (1533—1559), который начал свое правление с казни одного из членов семьи дуглатов. Хан вступил в конфликт с дуглатами и преследовал одного из их лидеров, Сайида Мухаммада-мирзу. Абдурашид-хан также боролся за контроль над (западным) Моголистаном против киргизов и Казахского ханства, но (западный) Моголистан был окончательно потерян; после этого моголы были в значительной степени ограничены владением Таримской впадины. Вступив на престол после смерти отца, Абдурашид-хан круто изменил привычный внешнеполитический курс, отказавшись от традиционного союза с узбеками-казахами и заключив союз с давними врагами — Шейбанидами Мавераннахра. В 1537 году союзные войска одержали крупную победу над казахами в местности Чагат у р. Келес, в результате которой власть Абдурашид-хана распространилась на Центральный Моголистан. Около 1553 года он назначил своего старшего сына Абд ал-Латиф-султана хакимом в Центральном Моголистане (с центром в Аксу) для сдерживания набегов киргизов и казахов. В борьбе с ними Абд ал-Латиф-султан погиб около 1555/6 г. в возрасте 29 лет. В ответ на это Абдурашид-хан нанёс киргизам и казахам сокрушительное поражение в окрестностях оз. Иссык-Куль. В конечном счете ему не удалось предотвратить захват киргизами и казахами Илийского региона.
Абдурашид-хану наследовал в 1559 году его сын Абд ал-Карим, который перенёс столицу в Яркенд . Период правления Абд ал-Карим-хана был занят войнами, направленными на сдерживание киргизских племен на территории Центрального Моголистана. Несмотря на военные успехи Абд ал-Карим-хана, к концу его правления киргизы уже прочно заняли северный Тянь-Шань и находились на территории от Чалыша до Чу-Таласского междуречья. В самом ханстве к концу правления Абд ал-Карим-хана наметились сепаратистские тенденции со стороны черногорских ходжей во главе с ишаном Мухаммад-Исхаком Вали (ум. 1599 г.), которого хан выслал из страны.
В 70-е гг. XVI в. после свержения династии Мансур-хана остатки Моголистана были включены в состав Мамлакат-и Моголийе. В дальнейшем эти земли (Турфан, Кумул, Чалыш) неоднократно становились независимым государством во главе с могульскими султанами.
Абд ал-Кариму наследовал в 1591 году его брат Мухаммад-хан, который отразил вторжение Бухарского ханства при Абдулле хане II. Летом 1594 г. Шейбаниды неожиданно разорвали союзные отношения и вторглись в государство Мухаммад-хана III под предлогом защиты прав сына Абд ал-Карим-хана Шах-Хайдар-Мухаммад-султана. Однако не добившись ощутимых успехов, узбеки быстро ушли, захватив добычу и пленных. Мухаммад умер в 1610 году, а на смену ему пришел его сын Шуджа ад-Дин Ахмад, убитый в 1618 году и замененный Абд ал-Латифом (Апаком). Абд ал-Латиф хан был унаследован своим племянником Султаном Ахмад-ханом (Фулат-ханом) в 1630 году. Фулат был свергнут Абдаллахом в 1636 году. Абдаллах стабилизировал положение двора и сослал в Индию несколько старых дворян. Он отразил набеги ойратов в области Хотана и Аксу и вступил в подчиненные отношения с династией Цин в 1655 году. Дружеские отношения были установлены также с Бухарой и Империей Великих Моголов. В 1640—1641 годах Абдаллах-хан завоевал Бадахшан и Балор.
С конца XVI века Яркендское ханство попало под влияние ходжей. Ходжи были мусульманами, которые утверждали, что происходят от пророка Мухаммеда или от первых четырех арабских халифов. К правлению Султана Саида в начале XVI века ходжи уже имели сильное влияние при дворе и над ханом. В 1533 году особенно влиятельный ходжа по имени Махдуми Азам прибыл в Кашгар, где поселился и имел двух сыновей. Эти два сына ненавидели друг друга и передавали свою взаимную ненависть своим детям. Эти две линии стали доминировать в значительной части ханства, разделив его на две фракции: «Ак Таглик» («Белая Гора») в Кашгаре и «Кара Таглик» («Черная Гора») в Яркенде.

### Периоды раздробленности наУйгуристаниКашгарию

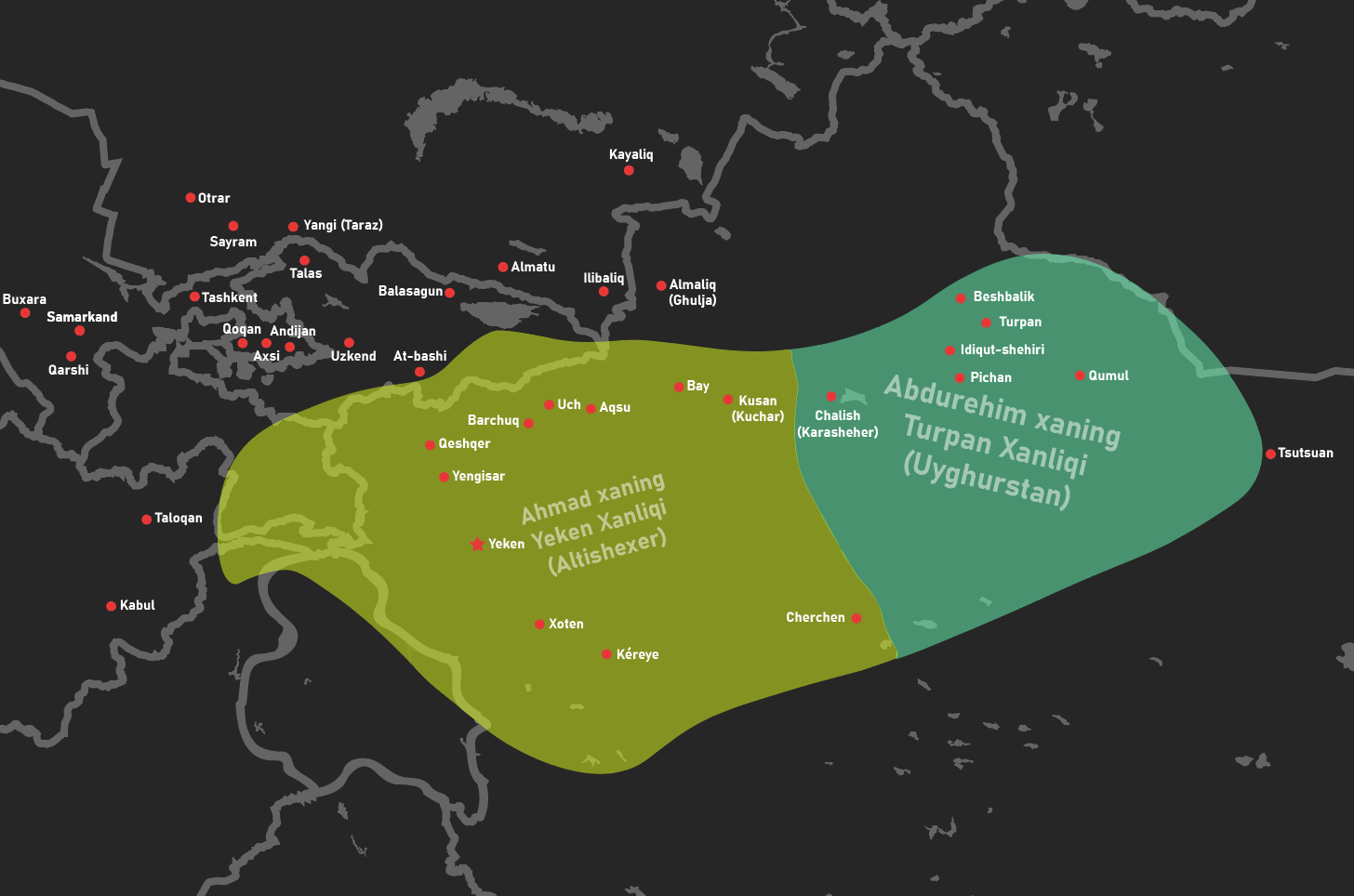
Могулистан (Яркендское Ханство) в период раздробленности между Яркендом (Шах Шуджа ад-Дин Ахмад-хан) и Турфаном (Абд ар-Рахим-хан) в начале XVII века

В 1514 году могульская армия во главе с Султаном Саид ханом отвоевала земли эмирата Мирзы Абу Бакра и вернула Кашгарию к власти потомков Туглук Тимура. Султан Саид хан установил свою столицу в Яркенде и правил над городами так называемоего Алтишахара (Шестигородья) и Центрального Могулистана в то время как его старший брат Мансур-хан сидел на троне правления в городах Турфан и Чалыш в регионе Восточного Могулистана иначе называемого Уйгуристаном. Государства чагатаидов были разделены на Яркендское ханство потомков Султан Саид хана и Турфанское ханство потомков Мансур хана, пока в 1570 году сын Мансур хана — Шах-хан не скончался тем самыв открыв возможность для яркендского правителя Абд ал-Карим хана присоеденить восточные города к себе.
После смерти Мухаммад-хана в 1609 году, в правление его сына Шах Шуджа ад-Дин Ахмад-хана резко обострилась борьба которую вёл Ахмад-хан со своим дядей по отцу Абд ар-Рахим-ханом, который являлся практически независимым правителем Турфана и Чалыша. Закрепившись в Уйгуристане после того как он с помощью войск яркендского хана разгромил мятеж Худанбанде-султана, Абд ар-Рахим опираясь на свой удел и используя удалённость его от основных центров страны, повёл сначала борьбу за независимость, а затем, когда добился прочного успеха, за распространении гегемонии на Яркенд и Кашгар. Его союзниками выступали такие казахские султаны как Искандар-султан и Ишим-хан, а также калмаки к помощи которых он прибегал после ухода казахов. Во время военных действий против города Аксу, хаким укреплённого поселения Кусана Абу-л Хали Макрит хитрым способом решил заставил Абд ар-Рахим-хана отступить от штурма крепости взяв в плен его родного сына Абдаллаха, хаким угрожал ему тем что лешит жизни сего ребёнка если войска турфанцев войдут в крепость, опасаясь за судьбу сына Абд ар-Рахим-хан покинул пределы Кусана, а Абдаллах остался жить у Абу-л Хали Макрита. По словам Шаха Махмуда Чураса, в общей сложности Абд ар-Рахим-хан оставался правителем в Уйгуристане в течение сорока лет, пока в 1634/35 году не покинул этот мир переступив порог семидесяти лет. У Абд ар-Рахим-хана было 9 сыновей, включая старшего сына Абдаллаха. Спустя несколько лет Абдаллах женился на дочери хакима и стал ханом вновь объединённого Могулистана.

### Война с ойратами
Царствование Абдаллах-хана ознаменовалось тем, что он поднял разрушенные войной города. Построил множество медресе и другие объекты, наладил экономику, укрепил военную мощь страны. Его восседание на троне продолжалось около тридцати лет. Однако в 50-годы в страну ринулись полчища калмыков и более могущественные в военном отношении они захватили многие земли государства Саидия. Образовавшееся в это время Джунгарское ханство стало угрожать народам, населявшим Восточный Туркестан, Среднюю Азию. С момента своего появления оно организовало военные походы против Яркендского и Казахского ханств.

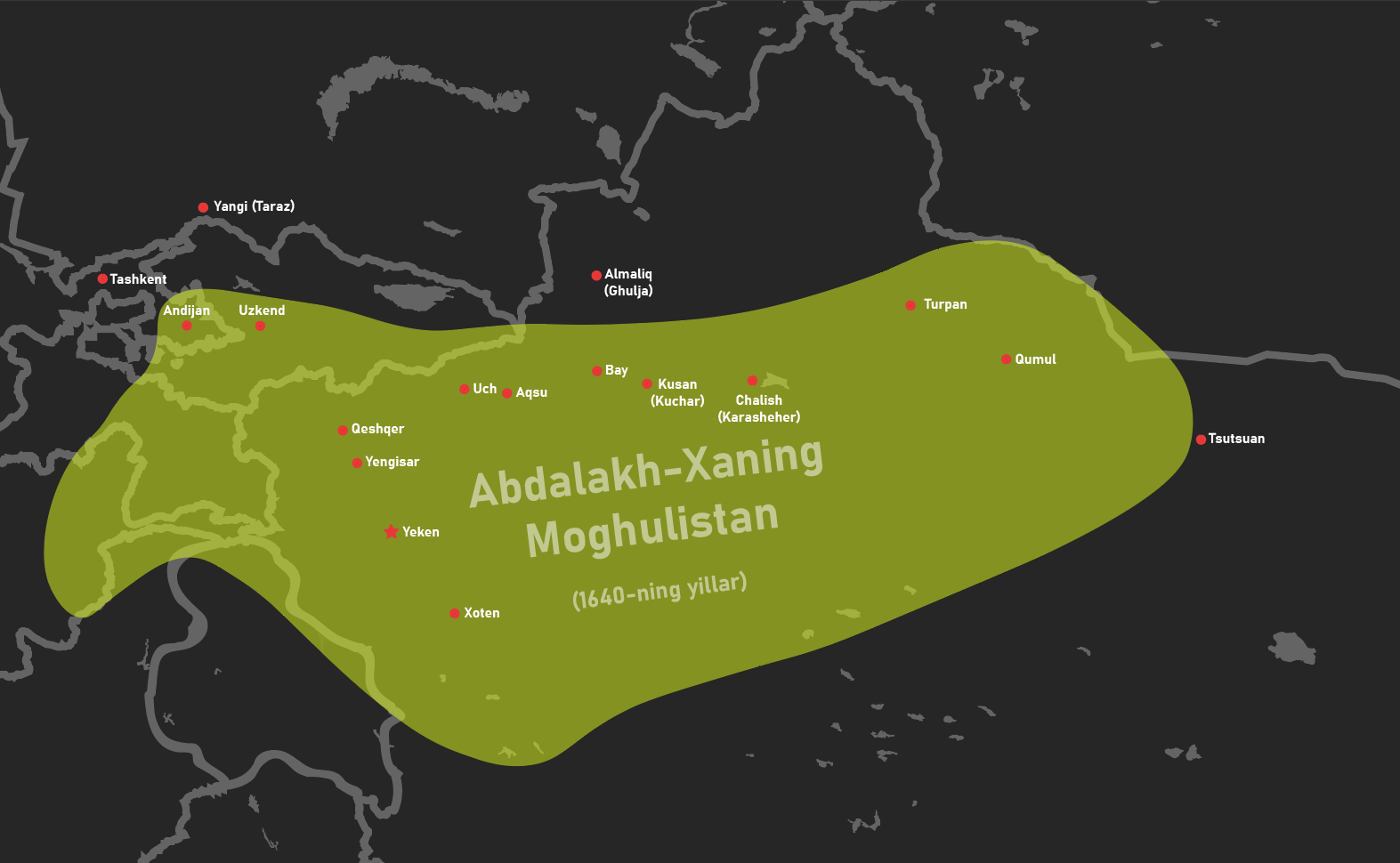
Территория Могулистана во времена правления Абдаллах-хана, в те времена Кашгария и Уйгурия были вновь объединены в единое государство с центром в Яркенде. Могулы совершали набеги на своих соседей и присоединили к своил владениям такие города как Ош и Андижан, а также регионы Нуристана и Бадахшана

Правитель Могулистана Абдаллах-хан успешно сдерживал в середине XVII века набеги ойратов во главе с нойонами Сумэром, Цэрэном и Конджиной. В это же время в Могулистане разразилась междоусобная борьба за трон между Абдаллах-ханом и его братьями Ибрахим-султаном, Исмаил-султаном и Хасан-беком, которые, бежав, нашли защиту у ойратского нойона Элдэн-тайджи. Вступив c ним в военный союз они совместно с Элдэн-тайджи выступили против Абдаллах-хана. На перевале Бугач совершилось сражение между войсками Абдаллах-хана с одной стороны и ойратами во главе с Цэрэном и Элдэн-тайджи с другой стороны, которых поддерживали отряды братьев Абдаллах-хана. Эту битву Абдаллах-хан проиграл.

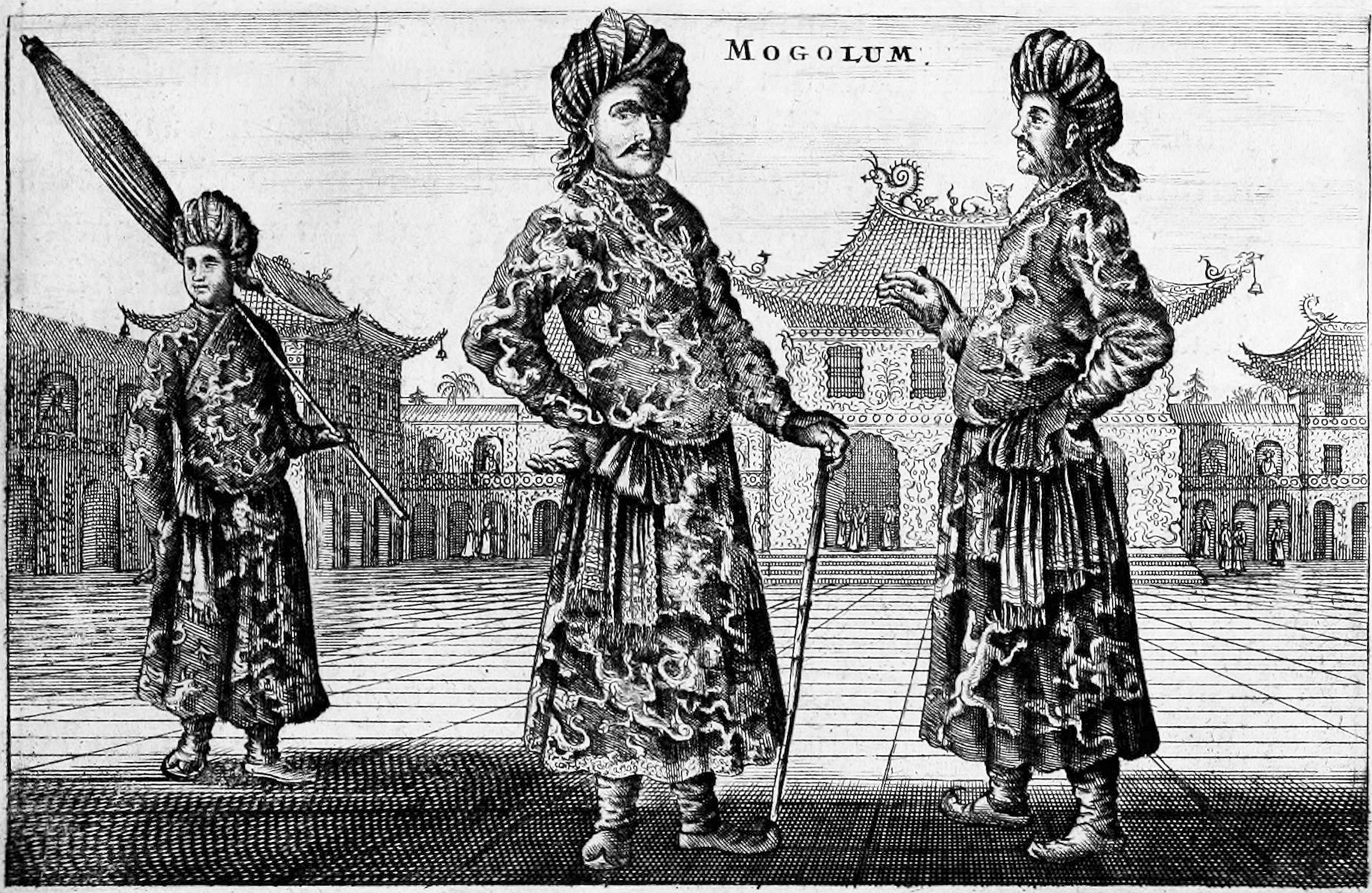
Делегаты из Турфана (Могулия) в Пекине, 1656 г.

В 1664 году состоялось очередное крупное сражение между Абдаллах-ханом и пятитысячным отрядом ойратов, которых возглавлял Сенге-хунтайджи. Перед этим сражением Абдаллах-хан поссорился со своим сыном, наместником Кашгара Йулбарсом, который в 1665 году бежал к ойратам, после чего неоднократно совершал набеги на Кашгар, где правил его брат Нур-ад-Дин. Абдаллах-хан после смерти Нур-ад-Дина в 1667 году с помощью киргизских отрядов несколько раз совершал неудачные походы на ойратские земли. В это же время в Могулистане произошла борьба за трон, во время которой Абдаллах-хан отрёкся от престола и бежал в 1668 году в Индию, где был принят под покровительство падишаха Аурангзеба.
Воссевший на трон вместо отца Йулбарс-хан приводит страну к полному опустошению. Повсюду возникают направленные против него выступления масс и спустя два года он был убит. А пришедший к власти младший брат Абдаллах-хана Исмаил приложил много сил и усердий для восстановления порядка в стране, однако деятельность ходжей свела на нет все его усилия. Последователи шейха Махдуми Азама (1401—1542), объявив себя «белогорцами» и «черногорцами», то есть двумя непримиримыми религиозными группировками, начали между собой беспощадную борьбу. Особенное рвение проявил ходжа Хидаятулла, сумевший в 1676 году свергнуть с престола Исмаил-хана и взявший его в плен. Когда Аппак бежал в Лхасу, он попросил Далай-ламу V помочь его фракции взять под свой контроль Кашгарию. Затем Далай-Лама попросил джунгарского правителя Галдана восстановить Аппака в качестве правителя Кашгарии. Аппак Ходжа сотрудничал с Галданом, когда джунгары завоевали Таримскую впадину в 1678—1680 годах и поставили Аппака в качестве марионеточного правителя. Далай-лама благословил завоевание Галданом Таримской и Турфанской впадин. Далай-лама получил военные трофеи, которые были захвачены у мусульман Галданом, они были названы мусульманами «еретиками».
По поводу происшедших в это время событий имеются различные точки зрения. К примеру, по утверждению историка Ибрахима Нияза, когда Исмаил-хан стал настаивать об изгнании ходжи Хидаятуллы, последний прибег к помощи джунгарского хана Галдана и опираясь на его войско, оккупировал Яркендское ханство, а самого хана взял в плен. Другой историк, Мухаммад Имин Бугра, один из активных участников национально-освободительной борьбы уйгурского народа, развернувшейся в начале XX столетия, заявляет, что после падения Яркендского ханства царствование Хидаятуллы долго не длилось. Не прошло и 3-4 месяцев, как Мухаммадимин, один из продолжателей ханского рода, собрал большие силы, сверг ходжу Хидаятуллу с престола. Ходжа Хидаятулла вместе с взятым в плен Исмаил-ханом и с семьей направился в Илийский край и просил, как убежища у калмыцкого (ойратского) хана Галдана, так и помощи против Мухаммадимин-хана. Галдан присвоил ему почётное звание калмыков — «Абак» и в 1679 году с 60000 войском оккупировал Яркендское ханство. В 1680 году кара-киргизы вторглись в страну и захватили Яркенд. Население Яркенда обратилось к Галдану за помощью. Галдан привёл армию в Кашгар и Яркенд, позволив населению самому избрать себе правителей. На следующий год Галдан подчинил Турфан и Хами.
В 1680 году Галдан вновь вторгся в Яркендское ханство. Им помогали «белогорцы», Хами и Турфан, которые уже покорились джунгарам. Сын Исмаила Султан Бабак погиб во время сопротивления им в битве за Кашгар. Полководец Иваз-бек погиб при обороне Яркенда. Джунгары без особого труда разгромили могольские войска и взяли в плен Исмаила и его семью. Чагатаид Абд ар-Рашид-хан II был выбран Галданом в качестве марионеточного правителя, однако Аппак Ходжа вскоре вызвал неприятности, и борьба между Аппаком и Абд ар-Рашидом привела ко второму изгнанию Аппака, а Абд ар-Рашид был также вынужден бежать в Илийский край после того, как в Яркенде в 1682 году произошла вспышка насилия, и он был заменен Мухаммадом Амином, который был его младшим братом. Цинский Китай дважды получал дань от Мухаммада Амина через Турфан, в 1690-х годах Моголы Индии получили от него посольство, а в 1691 году Мухаммад Амин попросил освободить его от «неверных киргизов» (джунгар), когда Субханкули-хан принял его посольство, это были попытки Мухаммада Амина просить эти зарубежные страны (Цинский Китай, Могольская Индия и Бухарское ханство) о помощи против джунгар для восстановления независимости В 1693 году Мухаммед провел успешную атаку на Джунгарское ханство, захватив 30 000 пленных.
Сторонники белогорца Аппака Ходжи взбунтовались и убили Мухаммада Амина в 1694 году и захватили власть при Яхье Ходже, сыне Аппака Ходжи, но правление Аппака продолжалось всего два года, прежде чем восстания привели к убийству Аппака и его сына. Мухаммад Мумин, ещё один младший брат Абд ар-Рашида, стал ханом в 1696 году, однако кашгарские беки и киргизы подняли восстание и захватили Мухаммада Мумина во время нападения на Яркенд, затем джунгар попросили вмешаться яркендские беки, что привело к тому, что джунгары победили киргизов и полностью прекратили правление Чагатаидов, установив Мирзу Алим Шах бека в качестве правителя в Яркенде.
С 1680 года джунгары правили Таримский впадиной как сюзерены, ещё 16 лет используя Чагатаидов в качестве марионеточных правителей. Джунгары использовали договор о заложниках, чтобы править Таримским впадиной, удерживая в качестве заложников в Илийском крае либо сыновей правителей, таких как ходжи и ханы, либо самих правителей. Хотя культура и религия уйгуров были оставлены в покое, джунгары существенно эксплуатировали их экономически.

## Население
Согласно сведениям Мухаммад Хайдара Доглата население Кашгарии подразделялось на четыре группы такие как:
1) "туман" ("поданные") или "ра'ййаты" которые занимались выплатой налогов в казну хана
2) группа "каучин"; что означает "войско"
3) "аймаки" - привилегированная группа кочевников, племена и кланы
4) группа чиновников и духовных лидеров.

#### Титулатура чиновников и подданных
- амалдар или шахиб-и джам: собиратель налогов
- аксакал и карасакал: старейшины деревни, буквально переводятся как "белая борода" и "чёрная борода"
- арбаб: руководители, вожди
- аймак-беги: вождь племени
- бек бегаты или бек йигиты: кавалерские солдаты
- битикчи: писцы
- даруги: монгольский титул, в XVII веке служил для наименования собирателя налогов и дани с завоеванных земель. Однако к XIX века влияние людей с данным титулом явно понизилось
- хорчин-беги
- ишчи и гушчи: буквально "рабочий и слушатель". Мелкие чиновники занимавшиеся сбором слухов и новостей ходящих в народе.
- каландар: лидер
- кокбаши: "главные по агрокультуре". Лицо руководящие контролем по сбору урожая и введению агрокультуры
- мин-беги: "глава тысячи"
- мираб: "повелитель воды". Лицо, занимающиеся дистрибуцией воды и восстановлением каналов
- мутавали: Заведующий или сборщик в мечети.
- он-беги: "глава десятины"
- кади: судья
- кушун-беги: "глава армейского корпуса"
- кушинхун: военно-административная единица
- шарик: "продавец"
- шейх: "племенной или религиозный старейшина"
- сипахи: "солдат"
- тавачи: армейский инспектор, занимались контролем числа армии, качества орудий и снарежений, а также состоянием солдат
- тейарчи: буквально "тот, кто занимается подготовкой чего-либо" туман-беги: "глава десяти тысяч"
- тушмель: "чиновник" от монгольского "тушимед"
- улуг кичик ходжа: "великий и малый ходжа"
- юз-беги: "глава сотни"[6]

#### Этнический и родо-племенной состав
дуглаты, духтуй, барласы, барки (йарки), урдубеги, итарджи (итарчи), кунджи, чурасы, бекджак (бекчик), калучи, байрин, макриты, шункарчи, карлуки, арлат, уйгур (турфанцы), оглакчи, сагрычи, аркенут

## Культура
В Кашгаре и в Яркенде, где находилась ставка ханов, было много мечетей, медресе, дворцов, караван-сараев. Здесь кипела жизнь, сюда приезжали торговцы из многих городов Центральной Азии. На базарах Кашгара и Яркенда можно было встретить индуса, афганца, перса, торговавших всевозможными восточными сладостями, одеждой, предметами быта, лекарственными травами, пряностями и т. д.
В Яркендском ханстве особое внимание уделялось подготовке научных кадров в высших медресе, которые действовали в крупных городах. В столице ханства — Яркенде было около десяти медресе, включая известное во всей стране и за рубежом медресе «Рашидия». В Кашгаре, вместе со старыми действующими медресе, открывались новые. В медресе преподавали математику, астрономию, географию, медицину, философию, арабский, персидский и уйгурский языки, литературу, шариат, религиоведение, каллиграфию и другие предметы. Там изучали сочинения известных поэтов-мыслителей: Лутфи, А.Джами, А.Наваи, Аттара, Руми, Хафиза и других. В стране развивались как естественные, так и гуманитарные науки, наивысшего уровня достигла народная медицина.
В это время в Яркендском ханстве жил и творил знаменитый историк и поэт Мирза Хайдар Доглат (1500—1551 гг.) — автор известного сочинения «Тарих-и Рашиди» и других трудов по истории. Необходимо назвать также Шаха Махмуда Чураса (1626—1696 гг.) — автора продолжения «Тарих-и Рашиди (Заил)», безымянной исторической хроники, которая по сути является продолжением «Истории Рашида», посвящённой периоду правления Туглуктимуридов в Могулии и событиям связанных с другими соседними народами и государствами. Другим его трудом является «Билим хаваскарлири дости» («Друзья любителей знаний»). Ученые вели работу по изучению истории в одном из медресе столицы страны г. Яркенда. В период Яркендского ханства в стране жили и творили известные поэты: Хупики, Ханифи, Ахун Мулла Шах Ходжа, Баба Ходжа Ахун Хотанди, Мухаммед Имин Зухни, Мулла Хабиб, Мулла Атип, Мулла Джуни Ходжа, Мулла Фазил, Мирза Шах Ходжа.
Иезуит Бенто де Гоиш, который искал путь из Могольской империи в Катай (который, по мнению его начальства, мог быть или не быть тем же самым местом, что и Китай), прибыл в Яркенд с караваном из Кабула в конце 1603 года. Он оставался там около года, совершив за это время короткую поездку в Хотан. Он доложил:

«Хиархан [Яркенд], столица Каскарского царства, является очень заметным рынком, как для большого скопления торговцев, так и для разнообразия товаров. В этой столице караван кабульских купцов достигает своей конечной точки, и формируется новый караван для путешествия в Катай. Командование этим караваном продает царь, который наделяет вождей своего рода царской властью над купцами на все время путешествия. Однако прошло около двенадцати месяцев, прежде чем образовалась новая компания, ибо путь долог и опасен, и караван формируется не каждый год, а только тогда, когда к нему присоединяется большое число людей и когда становится известно, что им будет позволено войти в Катай».
Во время своего путешествия Гоиш также отметил наличие больших мраморных карьеров в этом районе, что побудило его написать, что среди местных путешественников от Яркенда до Катая:

«ни один предмет дорожного движения не является более ценным или более общепринятым в качестве инвестиций для этого путешествия, чем куски определенного прозрачного вида мрамора, называемого китайцами „jusce“ (нефрит). Они везут их императору Катая, привлеченные высокими ценами, которые он считает обязательными для своего достоинства давать; и такие предметы, которые император не считает, что они могут свободно распоряжаться частными лицами».

#### Канцелярия в период Яркендского ханства
В середине XIV века, первые могульские ханы такие как Туглук Тимур-хан и Ильяс-ходжа всё ещё оформляли государственные эдикты на монгольском языке и так продолжалось практически до конца столетия пока монгольская элита не была полностью ассимилирована в среду местных тюркоязычных жителей и тюркский язык не сменил монгольский.
Канцелярия в Могульском ханства была более менее развита и структурирована и по своей форме она практически продолжала концепт государственных эдиктов Монгольской империи.

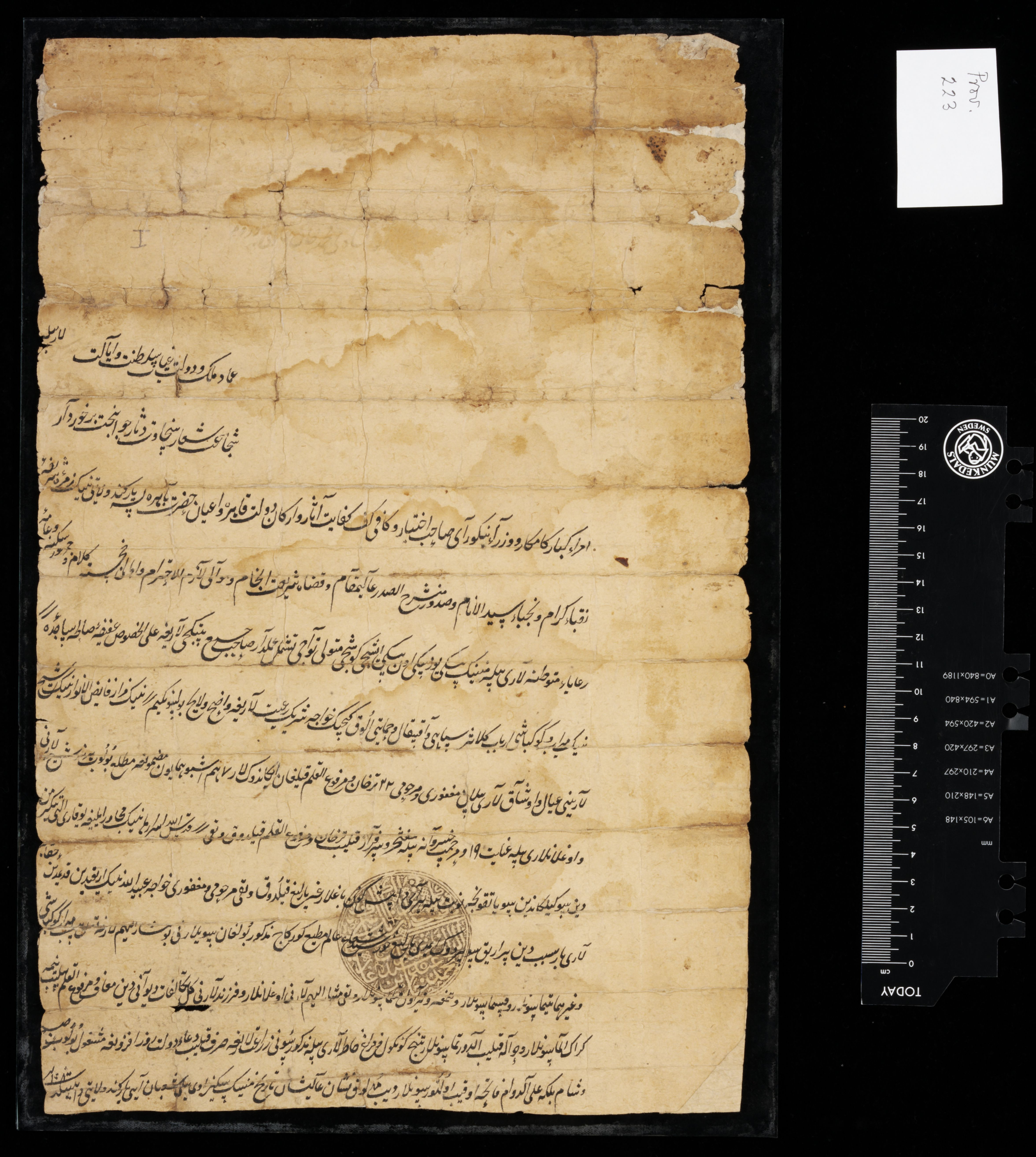
Документ могулистанского периода из Яркенда, ярлык могульского Мухаммад-хана, 1600 год
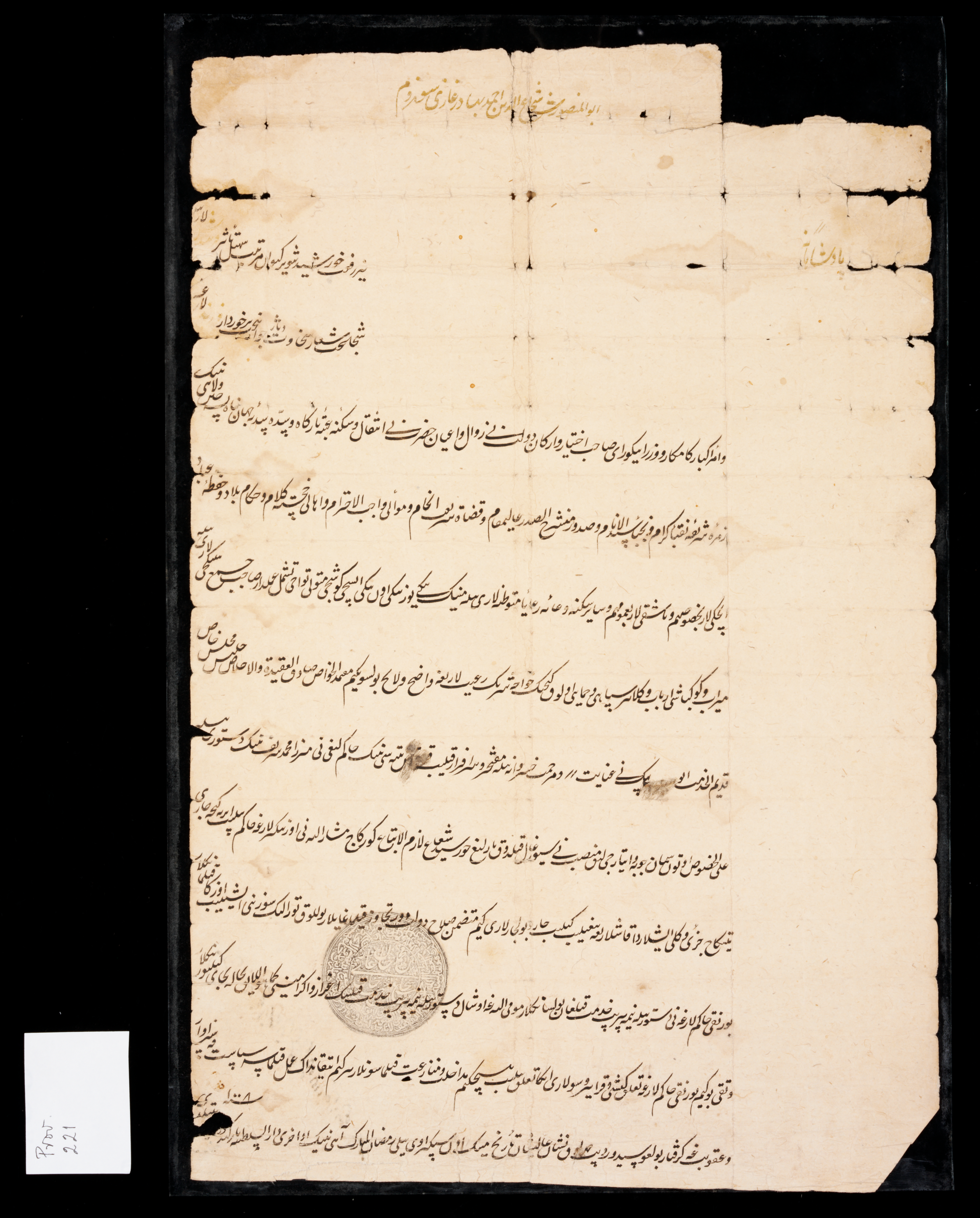
Ярлык 1609 года написанный от имени Шуджа ад-Дин Ахмад-хана в Яркенде на уйгурском языке
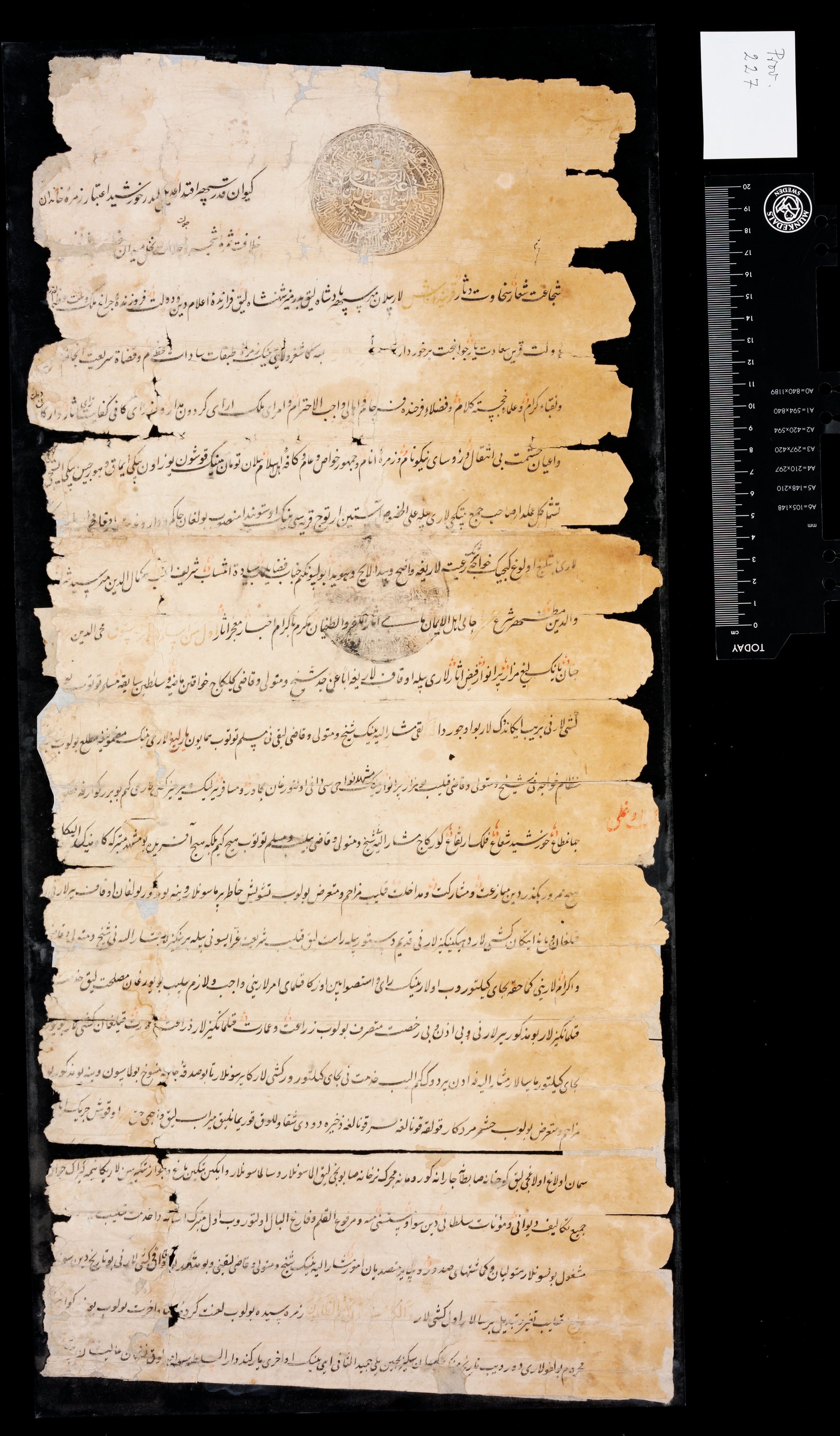
Ярлык 1677 года написанный от имени Абдаллах-хана в Яркенде на уйгурском языке

## Экономика
В первой половине XVI века в стране оживляется ремесленное производство в связи с развитием горной промышленности и металлургии. Центрами горной промышленности и металлургии были города Кашгар, Яркенд, Аксу, Хотан, Бугра. Здесь добывались золото, серебро, медь, железо, ртуть, нашатырь, соль, нефрит. Получила большое распространение текстильная промышленность. Для развития этого вида промышленности важное значение имело совершенство ткацких станков. Развитие производительных сил стало одной из основных причин специализации производства. Район Хотана славился производством и переработкой нефрита, ковров, а изысканностью ювелирных изделий отличались мастера Кашгара и Яркенда.
Развитие ремесленного производства и сельского хозяйства привело к оживлению внутренней и внешней торговли. Для развития торговых отношений были построены и отремонтированы дороги и построены новые мосты. Появились многочисленные города и торговые центры. Развитие торговли и товарно-денежных отношений привело к возникновению крупных монетных дворов, стали чеканить золотые, серебряные и медные дирхемы. Активизировались торговля между различными районами страны, вырос объём внешней торговли с соседними странами. Если раньше торговые центры находились в крупных селах и кишлаках, то, теперь, с развитием ремесленного производства, активизировалась торговля в городах. В крупных городах жили ремесленники, строители, архитекторы, торговцы, ученые, деятели литературы и искусства. Тогда, основными центрами торговли были Кашгар, Яркенд, Хотан, Аксу, Кумул.
В период существования Яркендского ханства внешней торговлей руководило государство. Были налажены активные торговые отношения с Китаем, Индией, Афганистаном, Ираном, Средней Азией, Ираком и другими арабскими странами. В соседние страны караваны отправлялись с традиционными товарами для Яркендского ханства: ртуть, нефрит, золото, серебро, нашатырь, хотанские ковры, изделия из шелка и хлопка, украшения из драгоценных металлов и другие предметы. Из других стран в ханство привозили необходимые товары.
С начала XVII века уйгурские купцы шерстью также торговали на территории Сибири и влияли на язык местных тюркоязычных обитателей.

## Армия
Кашгарская армия XVII в. даже по меркам Средневековья отличалась исключительной пестротой. В её состав входили подразделения киргизов, казахов, ойратов, таджиков, собственно кашгарцев и яркендцев, а также ополчения многочисленных кочевых и оседлых племен, населявших Восточный Туркестан. Однако особой надёжностью эти войска не отличались. Наиболее лояльными ханской власти считались отряды панцирной конницы (прославленные Шах-Махмудом Чурасом «сыны эмиров») и всадники из личной охраны монарха.

## Ханы и улусбеги Могульского ханства
В 1514 году Султан Саид-хан захватил дуглатский эмират в Кашгарии и выбрал своей столицей город Яркенд. В Турфане в этом время правил Мансур-хан. В свою очередь Султан Саид-хан признавал номинальное "старшинство" своего брата Мансура. В периоды 70-90-х гг. XVI века и 40-60-х гг. XVII века Могульское ханство находилось в единоличном управлении яркендской линии туглуктимирудов.
В 1680 году Могульское ханство попали в вассальную зависимость от джунгар, а затем и Империи Цин, в составе которой города Уйгуристана получили автономный статус вплоть до XX-го века.
1696 году, со смертью Акбаш-хана завершилось правление туглуктимуридов в Кашгарии которая перешла в руки белогорских ходжей.
Последним известным представителем из династии туглутимуридов являлся комульский хан Максуд-шах.
| Ханы Моголистана в период с 1347 по 1487                              | Ханы Моголистана в период с 1347 по 1487 | Ханы Моголистана в период с 1347 по 1487 |
| --------------------------------------------------------------------- | ---------------------------------------- | ---------------------------------------- |
| Туглук Тимур 1347 – 1363                                              |                                          |                                          |
| Ильяс-Ходжа-хан 1363 – 1366                                           |                                          |                                          |
| Камар ад-Дин 1366 – 1392                                              |                                          |                                          |
| Хизр-Ходжа-хан 1392 – 1399                                            |                                          |                                          |
| Шам-и Джахан-хан 1399 – 1408                                          |                                          |                                          |
| Мухаммад-хан I 1408 – 1416                                            |                                          |                                          |
| Накш-и Джахан-хан 1416 – 1418                                         |                                          |                                          |
| Султан-Увайс-хан 1418 – 1421 Первое правление                         |                                          |                                          |
| Шир Мухаммад-хан 1421 – 1425                                          |                                          |                                          |
| Султан-Увайс-хан 1425 – 1429 Второе правление                         |                                          |                                          |
| Эсен Буга-хан 1429 – 1456                                             |                                          |                                          |
| Раскол Могульского ханства на сторонников Йунус-хана и Эсен Буги-хана |                                          |                                          |

- Зелёным цветом отмечены узурпаторы.

| Ханы Западного и Восточного Могулистана с 1456 по 1504                                  | Ханы Западного и Восточного Могулистана с 1456 по 1504 | Ханы Западного и Восточного Могулистана с 1456 по 1504 | Ханы Западного и Восточного Могулистана с 1456 по 1504 |                                          |                                          |
| Ханы Западного Могулистана (Улуг-ханы)                                                  | Ханы Западного Могулистана (Улуг-ханы)                 | Ханы Западного Могулистана (Улуг-ханы)                 | Ханы Восточного Могулистана (Кичик-ханы)               | Ханы Восточного Могулистана (Кичик-ханы) | Ханы Восточного Могулистана (Кичик-ханы) |
| --------------------------------------------------------------------------------------- | ------------------------------------------------------ | ------------------------------------------------------ | ------------------------------------------------------ | ---------------------------------------- | ---------------------------------------- |
| Йунус-хан 1456 – 1469                                                                   | Йунус-хан 1456 – 1469                                  | Йунус-хан 1456 – 1469                                  | Эсен Буга-хан 1456 – 1462                              | Эсен Буга-хан 1456 – 1462                | Эсен Буга-хан 1456 – 1462                |
| Йунус-хан 1456 – 1469                                                                   | Йунус-хан 1456 – 1469                                  | Йунус-хан 1456 – 1469                                  | Дуст Мухаммад-хан 1462 – 1468                          |                                          |                                          |
| Йунус-хан 1456 – 1469                                                                   | Йунус-хан 1456 – 1469                                  | Йунус-хан 1456 – 1469                                  | Кебек-Султан-оглан 1468 – 1469                         |                                          |                                          |
| Йунус-хан 1469 – 1485                                                                   |                                                        |                                                        |                                                        |                                          |                                          |
| Йунус-хан 1485 – 1487                                                                   | Йунус-хан 1485 – 1487                                  | Йунус-хан 1485 – 1487                                  | Султан-Ахмад-хан I 1485 – 1504                         | Султан-Ахмад-хан I 1485 – 1504           |                                          |
| Султан-Махмуд-хан I 1487 – 1503                                                         |                                                        |                                                        | Султан-Ахмад-хан I 1485 – 1504                         | Султан-Ахмад-хан I 1485 – 1504           |                                          |
| Потеря могулами территории Западного Могулистана и изгнание Мирзы Абу Бакра из Кашгарии |                                                        |                                                        |                                                        |                                          |                                          |

- Зелёным цветом отмечен единый хан Западного и Восточного Могулистана.

| Ханы Яркенда из династии туглуктимуридов с 1514 по 1696 | Ханы Яркенда из династии туглуктимуридов с 1514 по 1696 | Ханы Яркенда из династии туглуктимуридов с 1514 по 1696 | Ханы Яркенда из династии туглуктимуридов с 1514 по 1696 |
| --- | ------------------------------------------------------- | ------------------------------------------------------- | ------------------------------------------------------- |
| Султан Саид-хан 1514 – 1533 |                                                         |                                                         |                                                         |
| Абд ар-Рашид-хан 1533 – 1559 |                                                         |                                                         |                                                         |
| Абд ал-Карим-хан 1559 – 1591 |                                                         |                                                         |                                                         |
| Мухаммад-хан III 1591 – 1610 |                                                         |                                                         |                                                         |
| Шуджа ад-Дин Ахмад-хан 1610 – 1618 |                                                         |                                                         |                                                         |
| Курайш-хан II 1618 |                                                         |                                                         |                                                         |
| Абд ал-Латиф-хан I 1618 – 1630 |                                                         |                                                         |                                                         |
| Султан-Ахмад-хан II 1630 – 1632 |                                                         |                                                         |                                                         |
| Султан-Махмуд-хан II 1632 – 1635 |                                                         |                                                         |                                                         |
| Султан-Ахмад-хан II 1635 – 1638 |                                                         |                                                         |                                                         |
| Абдаллах-хан 1638 – 1668 |                                                         |                                                         |                                                         |
| Йулбарс-хан 1668 – 1669 |                                                         |                                                         |                                                         |
| Абд ал-Латиф-хан II 1669 – 1670 |                                                         |                                                         |                                                         |
| Исмаил-хан 1670 – 1678 |                                                         |                                                         |                                                         |
| Абд ар-Рашид-хан II 1678 – 1682 |                                                         |                                                         |                                                         |
| Мухаммад Амин-хан 1682 – 1694 |                                                         |                                                         |                                                         |
| Мухаммад Мумин-хан 1694 – 1696 |                                                         |                                                         |                                                         |
| Примерно в 1680 году, яркендские ханы становятся вассалами джунгар, а в 1696 году после смерти Акбаш-хана происходит окончательное свержение династии туглутимуридов в Яркенде |                                                         |                                                         |                                                         |

- Зелёным цветом отмечен единый хан Могульского ханства (Яркенда и Турфана).

| Ханы Турфана из династии туглуктимуридов с 1504 по 1680                                                                      | Ханы Турфана из династии туглуктимуридов с 1504 по 1680 | Ханы Турфана из династии туглуктимуридов с 1504 по 1680 | Ханы Турфана из династии туглуктимуридов с 1504 по 1680 |
| --- | ------------------------------------------------------- | ------------------------------------------------------- | ------------------------------------------------------- |
| Мансур-хан 1504 – 1544 |                                                         |                                                         |                                                         |
| Шах-хан 1544 – 1570 |                                                         |                                                         |                                                         |
| Абд ал-Карим-хан 1570 – 1591                                                                                                 |                                                         |                                                         |                                                         |
| Мухаммад-хан III 1591 – 1596                                                                                                 |                                                         |                                                         |                                                         |
| Абд ар-Рахим-хан 1596 – 1638                                                                                                 |                                                         |                                                         |                                                         |
| Абдаллах-хан 1638 – 1668 |                                                         |                                                         |                                                         |
| Султан Саид Баба-хан 1668 – 1680                                                                                             |                                                         |                                                         |                                                         |
| Абд ар-Рашид-хан II 1680 – 1682                                                                                              |                                                         |                                                         |                                                         |
| В 1680-х годах XVII века случился переход городов Уйгуристана (Турфана, Чалыша и Комула) под вассалитет Джунгарского ханства |                                                         |                                                         |                                                         |

- Зелёным цветом отмечен единый хан Могульского ханства (Яркенда и Турфана).

#### Улусбеги (эмиры)Кашгариииз племенидуглат
| Улусбеги в период с 1347 по 1514                          | Улусбеги в период с 1347 по 1514 | Улусбеги в период с 1347 по 1514 |
| --------------------------------------------------------- | -------------------------------- | -------------------------------- |
| Эмир Буладжи 1347 – 1363                                  |                                  |                                  |
| Камар ад-Дин 1363 – 1392                                  |                                  |                                  |
| Эмир Худайдад 1392 – 1435                                 |                                  |                                  |
| Эмир Сайид Али 1435 – 1457                                |                                  |                                  |
| Саниз Мирза 1457 – 1464                                   |                                  |                                  |
| Мухаммад Хайдар Мирза 1464 – 1480                         |                                  |                                  |
| Мирза Абу Бакр Дуглат 1469 – 1514                         |                                  |                                  |
| В 1514 году Мирза Абу Бакр был свергнут Султан Саид-ханом |                                  |                                  |

- Зелёным цветом отмечены полностью независимые от туглуктимуридов эмиры.